# Callao (stacja metra w Buenos Aires)
Callao - stacja metra w Buenos Aires, na linii B i D. Stacja na linii B znajduje się pomiędzy stacjami Uruguay a Pasteur. Stacja została otwarta 17 października 1930. Stacja na linii D znajduje się pomiędzy stacjami Tribunales a Facultad de Medicina. Stacja została otwarta 29 marca 1938.

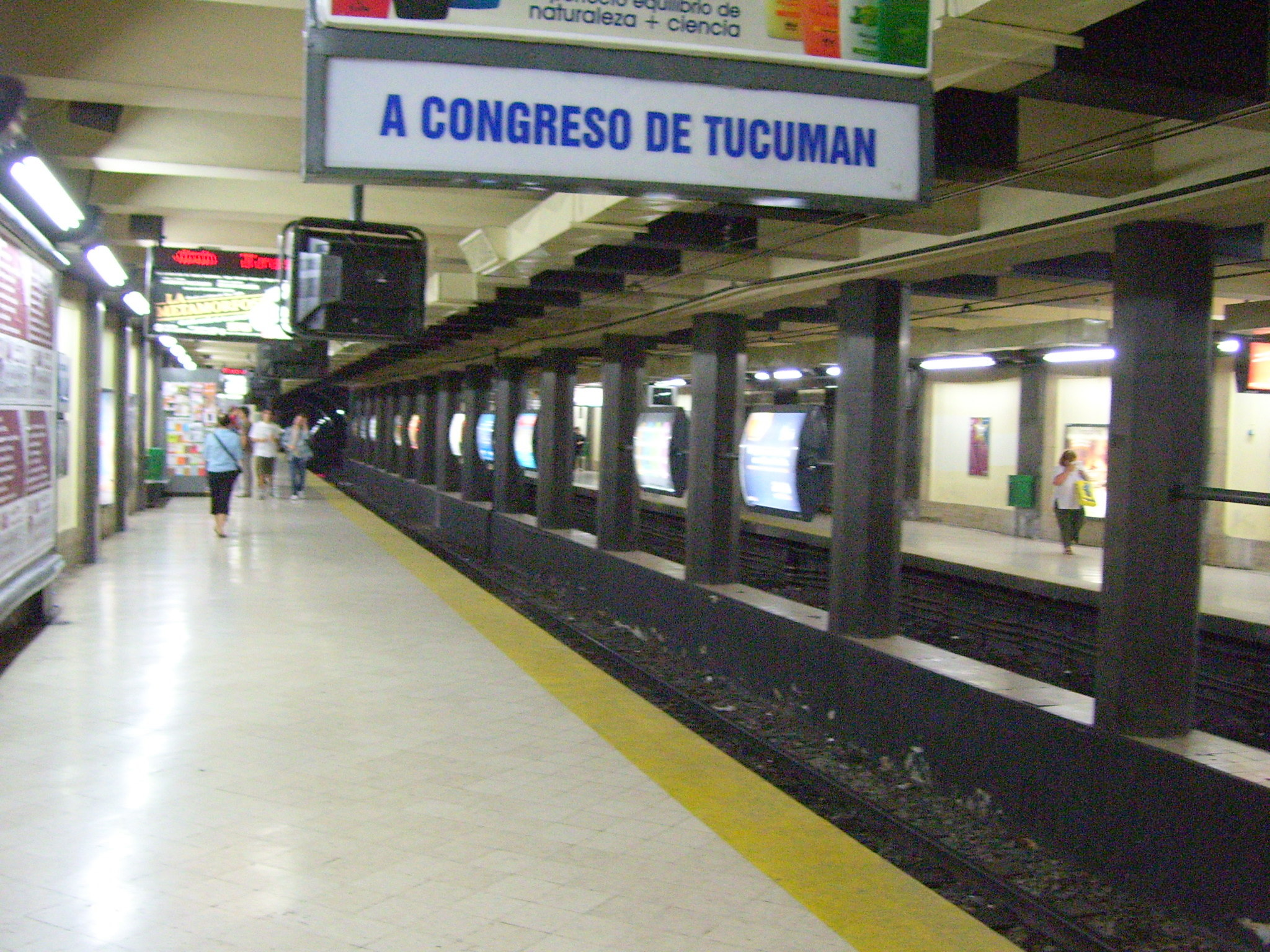
Peron stacji linii D